# Liste der Test Matches der Hongkonger Rugby-Union-Nationalmannschaft
Die nachfolgende Liste enthält alle Test Matches (Länderspiele) der Hongkonger Rugby-Union-Nationalmannschaft der Männer. Hongkong bestritt das erste offizielle Test Match am 9. März 1969 gegen Japan.

## Übersicht der Test Matches
Legende
- Erg. = Ergebnis
- n. V. = nach Verlängerung
- H = Heimspiel
- A = Auswärtsspiel
- N = Spiel auf neutralem Platz
- Hintergrundfarbe grün = Sieg
- Hintergrundfarbe gelb = Unentschieden
- Hintergrundfarbe rot = Niederlage

### 1969–1979
| Nr. | Datum      | Erg.  | Gegner   |   | Austragungsort                     | Anlass                  | Bemerkung                                                                   |
| --- | ---------- | ----- | -------- | - | ---------------------------------- | ----------------------- | --------------------------------------------------------------------------- |
| 01. | 09.03.1969 | 22:24 | Japan    | A | Prinz-Chichibu-Rugbystadion, Tokio | Asienmeisterschaft 1969 | erstes Auswärtsspiel erstes Test Match gegen Japan                          |
| 02. | 10.03.1969 | 27:0  | Taiwan   | N | Prinz-Chichibu-Rugbystadion, Tokio | Asienmeisterschaft 1969 | erstes Test Match gegen Taiwan erster Sieg gegen Taiwan                     |
| 03. | 12.03.1969 | 8:3   | Südkorea | N | Prinz-Chichibu-Rugbystadion, Tokio | Asienmeisterschaft 1969 | erstes Test Match gegen Südkorea erster Sieg gegen Südkorea                 |
| 04. | 16.03.1969 | 32:0  | Thailand | N | Prinz-Chichibu-Rugbystadion, Tokio | Asienmeisterschaft 1969 | erstes Test Match gegen Thailand erster Sieg gegen Thailand                 |
| 05. | 12.01.1970 | 21:6  | Ceylon   | N | Nationalstadion, Bangkok           | Asienmeisterschaft 1970 | erstes Test Match gegen Ceylon/Sri Lanka erster Sieg gegen Ceylon/Sri Lanka |
| 06. | 14.01.1970 | 9:12  | Thailand | A | Nationalstadion, Bangkok           | Asienmeisterschaft 1970 |                                                                             |
| 07. | 14.01.1970 | 22:14 | Malaysia | N | Nationalstadion, Bangkok           | Asienmeisterschaft 1970 | erstes Test Match gegen Malaysia erster Sieg gegen Malaysia                 |
| 08. | 18.01.1970 | 9:6   | Singapur | N | Nationalstadion, Bangkok           | Asienmeisterschaft 1970 | erstes Test Match gegen Singapur erster Sieg gegen Singapur                 |
| 09. | 07.11.1972 | 18:6  | Südkorea | H | Hong Kong Stadium, Hongkong        | Asienmeisterschaft 1972 | erstes Heimspiel erster Heimsieg                                            |
| 10. | 09.11.1972 | 17:0  | Thailand | H | Hong Kong Stadium, Hongkong        | Asienmeisterschaft 1972 |                                                                             |
| 11. | 11.11.1972 | 0:16  | Japan    | H | Hong Kong Stadium, Hongkong        | Asienmeisterschaft 1972 |                                                                             |
| 12. | 07.11.1974 | 6:22  | Thailand | N | Longden Place, Colombo             | Asienmeisterschaft 1974 |                                                                             |
| 13. | 09.11.1974 | 19:9  | Südkorea | N | Longden Place, Colombo             | Asienmeisterschaft 1974 |                                                                             |
| 14. | 11.11.1974 | 18:30 | Japan    | N | Longden Place, Colombo             | Asienmeisterschaft 1974 |                                                                             |
| 15. | 16.11.1978 | 32:12 | Malaysia | A | Stadium Merdeka, Kuala Lumpur      | Asienmeisterschaft 1978 | erster Auswärtssieg                                                         |
| 16. | 19.11.1978 | 0:7   | Südkorea | N | Stadium Merdeka, Kuala Lumpur      | Asienmeisterschaft 1978 |                                                                             |
| 17. | 23.11.1978 | 9:19  | Singapur | N | Stadium Merdeka, Kuala Lumpur      | Asienmeisterschaft 1978 |                                                                             |

### 1980–1989
| Nr. | Datum      | Erg.  | Gegner    |   | Austragungsort                            | Anlass                  | Bemerkung |
| --- | ---------- | ----- | --------- | - | ----------------------------------------- | ----------------------- | --------- |
| 18. | 09.11.1980 | 108:0 | Sri Lanka | N | Taipei Municipal Stadium, Taipeh          | Asienmeisterschaft 1980 |           |
| 19. | 11.11.1980 | 91:6  | Malaysia  | N | Taipei Municipal Stadium, Taipeh          | Asienmeisterschaft 1980 |           |
| 20. | 13.11.1980 | 6:45  | Japan     | N | Taipei Municipal Stadium, Taipeh          | Asienmeisterschaft 1980 |           |
| 21. | 16.11.1980 | 26:0  | Taiwan    | N | Taipei Municipal Stadium, Taipeh          | Asienmeisterschaft 1980 |           |
| 22. | 30.01.1982 | 12:18 | Japan     | A | Prinz-Chichibu-Stadion, Tokio             | Freundschaftsspiel      |           |
| 23. | 20.11.1982 | 6:29  | Japan     | N | Jalan Besar Stadium, Singapur             | Asienmeisterschaft 1982 |           |
| 24. | 22.11.1982 | 39:6  | Thailand  | N | Jalan Besar Stadium, Singapur             | Asienmeisterschaft 1982 |           |
| 25. | 24.11.1982 | 21:3  | Taiwan    | N | Jalan Besar Stadium, Singapur             | Asienmeisterschaft 1982 |           |
| 26. | 27.11.1982 | 10:4  | Malaysia  | N | Jalan Besar Stadium, Singapur             | Asienmeisterschaft 1982 |           |
| 27. | 22.11.1984 | 0:54  | Japan     | A | Honjō-Leichtathletikstadion, Fukuoka      | Asienmeisterschaft 1984 |           |
| 28. | 24.11.1984 | 64:3  | Singapur  | N | Honjō-Leichtathletikstadion, Fukuoka      | Asienmeisterschaft 1984 |           |
| 29. | 27.11.1984 | 3:13  | Taiwan    | N | Honjō-Leichtathletikstadion, Fukuoka      | Asienmeisterschaft 1984 |           |
| 30. | 23.11.1986 | 25:9  | Singapur  | N | Chulalongkorn University Stadium, Bangkok | Asienmeisterschaft 1986 |           |
| 31. | 25.11.1986 | 12:13 | Thailand  | A | Chulalongkorn University Stadium, Bangkok | Asienmeisterschaft 1986 |           |
| 32. | 27.11.1986 | 12:28 | Südkorea  | N | Chulalongkorn University Stadium, Bangkok | Asienmeisterschaft 1986 |           |
| 33. | 12.11.1988 | 45:3  | Malaysia  | H | Hong Kong Stadium, Hongkong               | Asienmeisterschaft 1988 |           |
| 34. | 14.11.1988 | 19:39 | Südkorea  | H | Hong Kong Stadium, Hongkong               | Asienmeisterschaft 1988 |           |
| 35. | 16.11.1988 | 50:0  | Malaysia  | H | Hong Kong Stadium, Hongkong               | Asienmeisterschaft 1988 |           |
| 36. | 19.11.1988 | 19:4  | Taiwan    | H | Hong Kong Stadium, Hongkong               | Asienmeisterschaft 1988 |           |

### 1990–1999
| Nr. | Datum      | Erg.   | Gegner             |   | Austragungsort                         | Anlass                              | Bemerkung                                                                 |
| --- | ---------- | ------ | ------------------ | - | -------------------------------------- | ----------------------------------- | ------------------------------------------------------------------------- |
| 37. | 20.11.1990 | 21:13  | Sri Lanka          | A | Sugathadasa-Stadion, Colombo           | Asienmeisterschaft 1990             |                                                                           |
| 38. | 22.11.1990 | 15:16  | Südkorea           | N | Sugathadasa-Stadion, Colombo           | Asienmeisterschaft 1990             |                                                                           |
| 39. | 24.11.1990 | 7:12   | Taiwan             | N | Sugathadasa-Stadion, Colombo           | Asienmeisterschaft 1990             |                                                                           |
| 40. | 26.11.1990 | 50:15  | Thailand           | N | Sugathadasa-Stadion, Colombo           | Asienmeisterschaft 1990             |                                                                           |
| 41. | 05.12.1990 | 6:54   | Fidschi            | H | Hong Kong Stadium, Hongkong            | Freundschaftsspiel                  | erstes Test Match gegen Fidschi                                           |
| 42. | 07.09.1991 | 3:42   | Japan              | A | Edogawa-Leichtathletikstadion, Tokio   | Freundschaftsspiel                  |                                                                           |
| 43. | 18.04.1992 | 16:23  | Vereinigte Staaten | A | Kezar Stadium, San Francisco           | Freundschaftsspiel                  | erstes Test Match gegen die USA                                           |
| 44. | 20.11.1992 | 51:13  | Thailand           | H | Hong Kong Stadium, Hongkong            | Asienmeisterschaft 1992             |                                                                           |
| 45. | 22.11.1992 | 76:3   | Malaysia           | H | Hong Kong Stadium, Hongkong            | Asienmeisterschaft 1992             |                                                                           |
| 46. | 24.11.1992 | 20:13  | Südkorea           | H | Hong Kong Stadium, Hongkong            | Asienmeisterschaft 1992             |                                                                           |
| 47. | 26.11.1992 | 9:37   | Japan              | H | Hong Kong Stadium, Hongkong            | Asienmeisterschaft 1992             |                                                                           |
| 48. | 1994       | 22:18  | Papua-Neuguinea    | H | Hong Kong Stadium, Hongkong            | Freundschaftsspiel                  | erstes Test Match gegen Papua-Neuguinea erster Sieg gegen Papua-Neuguinea |
| 49. | 1994       | 6:3    | Papua-Neuguinea    | H | Hong Kong Stadium, Hongkong            | Freundschaftsspiel                  |                                                                           |
| 50. | 18.06.1994 | 10:22  | Japan              | A | Tsukisamu-Stadion, Sapporo             | Freundschaftsspiel                  |                                                                           |
| 51. | 24.08.1994 | 12:22  | Namibia            | A | South West Stadium, Windhoek, Windhoek | Freundschaftsspiel                  | erstes Test Match gegen Namibia                                           |
| 52. | 23.10.1994 | 17:28  | Südkorea           | H | Stadium Merdeka, Kuala Lumpur          | Asienmeisterschaft 1994             |                                                                           |
| 53. | 25.10.1994 | 93:0   | Thailand           | H | Stadium Merdeka, Kuala Lumpur          | Asienmeisterschaft 1994             |                                                                           |
| 54. | 27.10.1994 | 164:13 | Südkorea           | H | Stadium Merdeka, Kuala Lumpur          | Asienmeisterschaft 1994             |                                                                           |
| 55. | 29.10.1994 | 80:26  | Taiwan             | H | Stadium Merdeka, Kuala Lumpur          | Asienmeisterschaft 1994             |                                                                           |
| 56. | 24.03.1996 | 27:16  | Südkorea           | H | Aberdeen Sports Ground, Hongkong       | Freundschaftsspiel                  |                                                                           |
| 57. | 31.03.1996 | 31:16  | Südkorea           | H | Hong Kong Stadium, Hongkong            | Freundschaftsspiel                  |                                                                           |
| 58. | 11.05.1996 | 27:34  | Japan              | A | Prinz-Chichibu-Rugbystadion, Tokio     | Pacific Rim Rugby Championship 1996 |                                                                           |
| 59. | 18.05.1996 | 33:9   | Japan              | H | Aberdeen Sports Ground, Hongkong       | Pacific Rim Rugby Championship 1996 | erster Sieg gegen Japan                                                   |
| 60. | 01.06.1996 | 12:18  | Kanada             | H | Aberdeen Sports Ground, Hongkong       | Pacific Rim Rugby Championship 1996 | erstes Test Match gegen Kanada                                            |
| 61. | 08.06.1996 | 22:19  | Vereinigte Staaten | H | Hong Kong Stadium, Hongkong            | Pacific Rim Rugby Championship 1996 | erster Sieg gegen die USA                                                 |
| 62. | 29.06.1996 | 23:42  | Vereinigte Staaten | H | Boxer Stadium, San Francisco           | Pacific Rim Rugby Championship 1996 |                                                                           |
| 63. | 06.07.1996 | 9:57   | Kanada             | H | Thunderbird Stadium, Vancouver         | Pacific Rim Rugby Championship 1996 |                                                                           |
| 64. | 29.09.1996 | 11:64  | Fidschi            | H | Aberdeen Sports Ground, Hongkong       | Pacific Rim Rugby Championship 1996 |                                                                           |
| 65. | 05.10.1996 | 16:37  | Fidschi            | H | Hong Kong Stadium, Hongkong            | Pacific Rim Rugby Championship 1996 |                                                                           |
| 66. | 03.11.1996 | 103:5  | Malaysia           | N | Taipei Municipal Stadium, Taipeh       | Asienmeisterschaft 1996             |                                                                           |
| 67. | 05.11.1996 | 66:13  | Thailand           | N | Taipei Municipal Stadium, Taipeh       | Asienmeisterschaft 1996             |                                                                           |
| 68. | 07.11.1996 | 15:19  | Südkorea           | N | Taipei Municipal Stadium, Taipeh       | Asienmeisterschaft 1996             |                                                                           |
| 69. | 09.11.1996 | 114:12 | Taiwan             | A | Taipei Municipal Stadium, Taipeh       | Asienmeisterschaft 1996             |                                                                           |
| 70. | 03.05.1997 | 42:20  | Japan              | H | Aberdeen Sports Ground, Hongkong       | Pacific Rim Rugby Championship 1997 |                                                                           |
| 71. | 18.05.1997 | 46:9   | Vereinigte Staaten | H | Aberdeen Sports Ground, Hongkong       | Pacific Rim Rugby Championship 1997 |                                                                           |
| 72. | 24.05.1997 | 27:35  | Kanada             | H | Aberdeen Sports Ground, Hongkong       | Pacific Rim Rugby Championship 1997 |                                                                           |
| 73. | 07.06.1997 | 16:17  | Kanada             | A | Thunderbird Stadium, Vancouver         | Pacific Rim Rugby Championship 1997 |                                                                           |
| 74. | 14.06.1997 | 14:17  | Vereinigte Staaten | A | Boxer Stadium, San Francisco           | Pacific Rim Rugby Championship 1997 |                                                                           |
| 75. | 29.06.1997 | 41:23  | Japan              | A | Prinz-Chichibu-Rugbystadion, Tokio     | Pacific Rim Rugby Championship 1997 |                                                                           |
| 76. | 03.05.1998 | 23:17  | Kanada             | H | Aberdeen Sports Ground, Hongkong       | Pacific Rim Rugby Championship 1998 | erster Sieg gegen Kanada                                                  |
| 77. | 18.05.1998 | 43:25  | Vereinigte Staaten | H | Aberdeen Sports Ground, Hongkong       | Pacific Rim Rugby Championship 1998 |                                                                           |
| 78. | 24.05.1998 | 31:38  | Japan              | H | Aberdeen Sports Ground, Hongkong       | Pacific Rim Rugby Championship 1998 |                                                                           |
| 79. | 07.06.1998 | 17:16  | Japan              | A | Prinz-Chichibu-Rugbystadion, Tokio     | Pacific Rim Rugby Championship 1998 |                                                                           |
| 80. | 14.06.1998 | 12:38  | Kanada             | A | Shawnigan Lake                         | Pacific Rim Rugby Championship 1998 |                                                                           |
| 81. | 29.06.1998 | 27:17  | Vereinigte Staaten | A | Boxer Stadium, San Francisco           | Pacific Rim Rugby Championship 1998 |                                                                           |
| 82. | 24.10.1998 | 12:30  | Taiwan             | N | Jalan Besar Stadium, Singapur          | Asienmeisterschaft 1998             |                                                                           |
| 83. | 27.10.1998 | 20:11  | Südkorea           | N | Jalan Besar Stadium, Singapur          | Asienmeisterschaft 1998             |                                                                           |
| 84. | 31.10.1998 | 7:47   | Japan              | N | Jalan Besar Stadium, Singapur          | Asienmeisterschaft 1998             |                                                                           |
| 85. | 12.11.1998 | 45:3   | Sri Lanka          | H | Hongkong                               | Freundschaftsspiel                  |                                                                           |
| 86. | 15.05.1999 | 10:12  | Singapur           | A | Jalan Besar Stadium, Singapur          | Qualifikation Asienmeisterschaft    |                                                                           |
| 87. | 18.05.1999 | 19:19  | Taiwan             | A | Taipei Municipal Stadium, Taipeh       | Freundschaftsspiel                  |                                                                           |
| 88. | 29.05.1999 | 25:5   | Singapur           | H | Hong Kong Stadium, Hongkong            | Freundschaftsspiel                  |                                                                           |
| 89. | 08.06.1999 | 55:10  | Taiwan             | H | Hong Kong Stadium, Hongkong            | Freundschaftsspiel                  |                                                                           |

### 2000–2009
| Nr.  | Datum      | Erg.  | Gegner      |   | Austragungsort                                | Anlass                  | Bemerkung                                                       |
| ---- | ---------- | ----- | ----------- | - | --------------------------------------------- | ----------------------- | --------------------------------------------------------------- |
| 090. | 01.05.2000 | 40:15 | Taiwan      | H | Hong Kong Stadium, Hongkong                   | Freundschaftsspiel      |                                                                 |
| 091. | 06.05.2000 | 30:6  | Singapur    | H | Aberdeen Sports Ground, Hongkong              | Freundschaftsspiel      |                                                                 |
| 092. | 13.05.2000 | 38:22 | Taiwan      | A | Taipei Municipal Stadium, Taipeh              | Freundschaftsspiel      |                                                                 |
| 093. | 10.06.2000 | 15:17 | VR China    | A | Shanghai                                      | Freundschaftsspiel      | erstes Test Match gegen die VR China                            |
| 094. | 18.06.2000 | 21:20 | Arabien     | H | Hong Kong Stadium, Hongkong                   | Freundschaftsspiel      | erstes Test Match gegen Arabien erster Sieg gegen Arabien       |
| 095. | 25.06.2000 | 0:75  | Japan       | A | Aomori-Stadion, Aomori                        | Asienmeisterschaft 2000 |                                                                 |
| 096. | 28.06.2000 | 34:36 | Südkorea    | N | Aomori-Stadion, Aomori                        | Asienmeisterschaft 2000 |                                                                 |
| 097. | 02.07.2000 | 13:25 | Taiwan      | N | Aomori-Stadion, Aomori                        | Asienmeisterschaft 2000 |                                                                 |
| 098. | 26.01.2001 | 22:55 | Arabien     | A | The Sevens Stadium, Dubai                     | Freundschaftsspiel      |                                                                 |
| 099. | 05.05.2001 | 26:8  | Singapur    | A | Jalan Besar Stadium, Singapur                 | Asian Series 2001       |                                                                 |
| 100. | 12.05.2001 | 25:25 | VR China    | A | Guangzhou                                     | Asian Series 2001       |                                                                 |
| 101. | 07.02.2002 | 37:8  | Singapur    | H | Hong Kong Stadium, Hongkong                   | Freundschaftsspiel      |                                                                 |
| 102. | 12.04.2002 | 15:8  | Thailand    | A | Chulalongkorn University Stadium, Bangkok     | WM-Qualifikation        |                                                                 |
| 103. | 20.04.2002 | 17:7  | Arabien     | H | Hong Kong Stadium, Hongkong                   | WM-Qualifikation        |                                                                 |
| 104. | 18.05.2002 | 15:20 | Taiwan      | A | Tainan Rugby Park, Tainan                     | WM-Qualifikation        |                                                                 |
| 105. | 01.06.2002 | 34:7  | VR China    | H | Hong Kong Stadium, Hongkong                   | WM-Qualifikation        | erster Sieg gegen die VR China                                  |
| 106. | 01.11.2002 | 10:3  | Singapur    | A | Jalan Besar Stadium, Singapur                 | Freundschaftsspiel      |                                                                 |
| 107. | 17.11.2002 | 15:29 | Japan       | A | Chulalongkorn University Stadium, Bangkok     | Asienmeisterschaft 2002 |                                                                 |
| 108. | 20.11.2002 | 17:40 | Südkorea    | N | Aomori-Stadion, Aomori                        | Asienmeisterschaft 2002 |                                                                 |
| 109. | 23.11.2002 | 18:16 | Taiwan      | N | Aomori-Stadion, Aomori                        | Asienmeisterschaft 2002 |                                                                 |
| 110. | 10.09.2003 | 13:23 | Taiwan      | H | Hong Kong Stadium, Hongkong                   | Freundschaftsspiel      |                                                                 |
| 111. | 14.09.2003 | 10:3  | Taiwan      | H | Hong Kong Stadium, Hongkong                   | Freundschaftsspiel      |                                                                 |
| 112. | 19.10.2003 | 36:22 | Sri Lanka   | A | Nissawala Grounds, Kandy                      | Asian Series 2003/04    |                                                                 |
| 113. | 09.05.2004 | 12:5  | Arabien     | H | Hong Kong Stadium, Hongkong                   | Asian Series 2003/04    |                                                                 |
| 114. | 22.05.2004 | 47:14 | Singapur    | H | Hong Kong Stadium, Hongkong                   | Asian Series 2003/04    |                                                                 |
| 115. | 05.06.2004 | 27:9  | VR China    | H | Hong Kong Stadium, Hongkong                   | Asian Series 2003/04    |                                                                 |
| 116. | 28.10.2004 | 12:40 | Japan       | H | Hong Kong Football Club Stadium, Hongkong     | Asienmeisterschaft 2004 |                                                                 |
| 117. | 31.10.2004 | 63:7  | Taiwan      | H | Hong Kong Football Club Stadium, Hongkong     | Asienmeisterschaft 2004 |                                                                 |
| 118. | 07.05.2005 | 3:91  | Japan       | A | Prinz-Chichibu-Stadion, Tokio                 | Asian Series 2005       |                                                                 |
| 119. | 22.05.2005 | 3:56  | Südkorea    | H | Hong Kong Football Club Stadium, Hongkong     | Asian Series 2005       |                                                                 |
| 120. | 08.05.2006 | 26:14 | Singapur    | A | Singapur                                      | Freundschaftsspiel      |                                                                 |
| 121. | 14.05.2006 | 45:14 | Sri Lanka   | H | Hong Kong Football Club Stadium, Hongkong     | Asian Series 2006       |                                                                 |
| 122. | 21.05.2006 | 23:7  | VR China    | A | Landwirtschaftliche Universität, Beijing      | Asian Series 2006       |                                                                 |
| 123. | 19.11.2006 | 3:52  | Japan       | H | Hong Kong Football Club Stadium, Hongkong     | Asienmeisterschaft 2006 |                                                                 |
| 124. | 22.11.2006 | 5:23  | Südkorea    | H | Hong Kong Football Club Stadium, Hongkong     | Asienmeisterschaft 2006 |                                                                 |
| 125. | 29.04.2007 | 3:73  | Japan       | A | Prinz-Chichibu-Rugbystadion, Tokio            | Asian Series 2007       |                                                                 |
| 126. | 28.05.2007 | 27:20 | Südkorea    | H | King’s Park Sports Ground, Hongkong           | Asian Series 2007       |                                                                 |
| 127. | 06.01.2008 | 64:17 | Taiwan      | H | King’s Park Sports Ground, Hongkong           | Freundschaftsspiel      |                                                                 |
| 128. | 09.01.2008 | 52:27 | Taiwan      | H | King’s Park Sports Ground, Hongkong           | Freundschaftsspiel      |                                                                 |
| 129. | 05.04.2008 | 25:12 | Tunesien    | H | Hong Kong Football Club Stadium, Hongkong     | Freundschaftsspiel      | erstes Test Match gegen Tunesien erster Sieg gegen Tunesien     |
| 130. | 12.04.2008 | 9:29  | Tunesien    | A | Stade El Menzah, Tunis                        | Freundschaftsspiel      |                                                                 |
| 131. | 26.04.2008 | 20:12 | Arabien     | A | Scheich-Khalifa-International-Stadion, al-Ain | Asian Five Nations 2008 |                                                                 |
| 132. | 03.05.2008 | 23:17 | Kasachstan  | H | Hong Kong Football Club Stadium, Hongkong     | Asian Five Nations 2008 | erstes Test Match gegen Kasachstan erster Sieg gegen Kasachstan |
| 133. | 18.05.2008 | 29:75 | Japan       | A | Denka Big Swan Stadium, Niigata               | Asian Five Nations 2008 |                                                                 |
| 134. | 24.05.2008 | 24:50 | Südkorea    | H | King’s Park Sports Ground, Hongkong           | Asian Five Nations 2008 |                                                                 |
| 135. | 02.05.2009 | 6:59  | Japan       | H | Hong Kong Football Club Stadium, Hongkong     | Asian Five Nations 2009 |                                                                 |
| 136. | 09.05.2009 | 34:36 | Südkorea    | A | Tancheon-Stadion, Seongnam                    | Asian Five Nations 2009 |                                                                 |
| 137. | 16.05.2009 | 64:6  | Singapur    | H | Hong Kong Football Club Stadium, Hongkong     | Asian Five Nations 2009 |                                                                 |
| 138. | 24.05.2009 | 6:25  | Kasachstan  | A | Zentralstadion, Almaty                        | Asian Five Nations 2009 |                                                                 |
| 139. | 12.12.2009 | 14:24 | Deutschland | A | Fritz-Grunebaum-Sportpark, Heidelberg         | Freundschaftsspiel      | erstes Test Match gegen Deutschland                             |
| 140. | 16.12.2009 | 5:17  | Tschechien  | A | Fortuna Arena, Prag                           | Freundschaftsspiel      | erstes Test Match gegen Tschechien                              |
| 141. | 19.12.2009 | 10:25 | Niederlande | A | UM Sportvelden, Maastricht                    | Freundschaftsspiel      | erstes Test Match gegen die Niederlande                         |

### 2010–2019
| Nr.  | Datum      | Erg.  | Gegner                       |   | Austragungsort                                   | Anlass                          | Bemerkung                                                                 |
| ---- | ---------- | ----- | ---------------------------- | - | ------------------------------------------------ | ------------------------------- | ------------------------------------------------------------------------- |
| 142. | 24.04.2010 | 32:8  | Südkorea                     | H | Hong Kong Football Club Stadium, Hongkong        | Asian Five Nations 2010         |                                                                           |
| 143. | 30.04.2010 | 9:16  | Arabien                      | A | Bahrain Sports Club, Manama                      | Asian Five Nations 2010         |                                                                           |
| 144. | 08.05.2010 | 19:15 | Kasachstan                   | H | Hong Kong Football Club Stadium, Hongkong        | Asian Five Nations 2010         |                                                                           |
| 145. | 22.05.2010 | 5:94  | Japan                        | A | Prinz-Chichibu-Rugbystadion, Tokio               | Asian Five Nations 2010         |                                                                           |
| 146. | 11.12.2010 | 13:34 | Deutschland                  | A | Fritz-Grunebaum-Sportpark, Heidelberg            | Freundschaftsspiel              |                                                                           |
| 147. | 15.12.2010 | 59:17 | Norwegen                     | A | Bislett-Stadion, Oslo                            | Freundschaftsspiel              | erstes Test Match gegen Norwegen erster Sieg gegen Norwegen               |
| 148. | 14.04.2011 | 64:7  | Philippinen                  | A | Nomads Sports Club, Manila                       | Freundschaftsspiel              | erstes Test Match gegen die Philippinen erster Sieg gegen die Philippinen |
| 149. | 16.04.2011 | 74:10 | Philippinen                  | A | Nomads Sports Club, Manila                       | Freundschaftsspiel              |                                                                           |
| 150. | 23.04.2011 | 23:10 | Kasachstan                   | A | National University Stadium, Almaty              | Asian Five Nations 2011         |                                                                           |
| 151. | 30.04.2011 | 22:45 | Japan                        | H | Hong Kong Football Club Stadium, Hongkong        | Asian Five Nations 2011         |                                                                           |
| 152. | 07.05.2011 | 48:3  | Sri Lanka                    | A | Ceylonese Rugby & Football Club, Colombo         | Asian Five Nations 2011         |                                                                           |
| 153. | 21.05.2011 | 62:3  | Vereinigte Arabische Emirate | H | Hong Kong Football Club Stadium, Hongkong        | Asian Five Nations 2011         | erstes Test Match gegen die VAE erster Sieg gegen die VAE                 |
| 154. | 10.12.2011 | 72:14 | Vereinigte Arabische Emirate | A | The Sevens Stadium, Dubai                        | Cup of Nations 2011             |                                                                           |
| 155. | 13.12.2011 | 44:17 | Kenia                        | N | The Sevens Stadium, Dubai                        | Cup of Nations 2011             | erstes Test Match gegen Kenia erster Sieg gegen Kenia                     |
| 156. | 16.12.2011 | 37:3  | Brasilien                    | N | The Sevens Stadium, Dubai                        | Cup of Nations 2011             | erstes Test Match gegen Brasilien erster Sieg gegen Brasilien Turniersieg |
| 157. | 27.04.2012 | 85:10 | Vereinigte Arabische Emirate | A | The Sevens Stadium, Dubai                        | Asian Five Nations 2012         |                                                                           |
| 158. | 05.05.2012 | 19:21 | Südkorea                     | H | Hong Kong Football Club Stadium, Hongkong        | Asian Five Nations 2012         |                                                                           |
| 159. | 19.05.2012 | 0:67  | Japan                        | A | Prinz-Chichibu-Rugbystadion, Tokio               | Asian Five Nations 2012         |                                                                           |
| 160. | 26.05.2012 | 55:0  | Kasachstan                   | H | Mong Kok Stadium, Hongkong                       | Asian Five Nations 2012         |                                                                           |
| 161. | 08.12.2012 | 22:7  | Simbabwe                     | N | The Sevens Stadium, Dubai                        | Cup of Nations 2012             | erstes Test Match gegen Simbabwe erster Sieg gegen Simbabwe               |
| 162. | 11.12.2012 | 53:6  | Vereinigte Arabische Emirate | A | The Sevens Stadium, Dubai                        | Cup of Nations 2012             |                                                                           |
| 163. | 14.12.2012 | 12:24 | Belgien                      | N | The Sevens Stadium, Dubai                        | Cup of Nations 2012             | erstes Test Match gegen Belgien                                           |
| 164. | 20.04.2013 | 53:7  | Vereinigte Arabische Emirate | H | Hong Kong Football Club Stadium, Hongkong        | Asian Five Nations 2013         |                                                                           |
| 165. | 27.04.2013 | 0:38  | Japan                        | H | Hong Kong Football Club Stadium, Hongkong        | Asian Five Nations 2013         |                                                                           |
| 166. | 04.05.2013 | 59:20 | Philippinen                  | A | Rizal Memorial Stadium, Manila                   | Asian Five Nations 2013         |                                                                           |
| 167. | 18.05.2013 | 22:43 | Südkorea                     | A | Ansan-Wa~-Stadion, Ansan                         | Asian Five Nations 2013         |                                                                           |
| 168. | 17.12.2013 | 28:17 | Belgien                      | H | King’s Park Sports Ground, Hongkong              | Freundschaftsspiel              | erster Sieg gegen Belgien                                                 |
| 169. | 21.12.2013 | 18:15 | Belgien                      | H | Hong Kong Football Club Stadium, Hongkong        | Freundschaftsspiel              |                                                                           |
| 170. | 26.04.2014 | 108:0 | Philippinen                  | H | Hong Kong Football Club Stadium, Hongkong        | Asian Five Nations 2014         |                                                                           |
| 171. | 03.05.2014 | 41:10 | Sri Lanka                    | A | Colombo Racecourse, Colombo                      | Asian Five Nations 2014         |                                                                           |
| 172. | 10.05.2014 | 39:6  | Südkorea                     | H | Hong Kong Football Club Stadium, Hongkong        | Asian Five Nations 2014         |                                                                           |
| 173. | 24.05.2014 | 8:49  | Japan                        | A | Nationalstadion, Tokio                           | Asian Five Nations 2014         |                                                                           |
| 174. | 02.08.2014 | 3:28  | Uruguay                      | A | Estadio Charrúa, Montevideo                      | WM-Qualifikation                | erstes Test Match gegen Uruguay                                           |
| 175. | 08.11.2014 | 10:31 | Russland                     | A | King’s Park Sports Ground, Hongkong              | End-of-year Internationals 2014 | erstes Test Match gegen Russland                                          |
| 176. | 15.11.2014 | 29:37 | Russland                     | A | Hong Kong Football Club Stadium, Hongkong        | End-of-year Internationals 2014 |                                                                           |
| 177. | 25.04.2015 | 26:33 | Südkorea                     | H | Hong Kong Football Club Stadium, Hongkong        | Asian Five Nations 2015         |                                                                           |
| 178. | 02.05.2015 | 0:41  | Japan                        | A | Prinz-Chichibu-Rugbystadion, Tokio               | Asian Five Nations 2015         |                                                                           |
| 179. | 16.05.2015 | 38:37 | Südkorea                     | A | Namdong-Rugby-Stadion, Incheon                   | Asian Five Nations 2015         |                                                                           |
| 180. | 23.05.2015 | 0:0   | Japan                        | H | Aberdeen Sports Ground, Hongkong                 | Asian Five Nations 2015         | abgebrochen und unentschieden gewertet                                    |
| 181. | 13.11.2015 | 30:11 | Simbabwe                     | H | Hong Kong Football Club Stadium, Hongkong        | Cup of Nations 2015             |                                                                           |
| 182. | 17.11.2015 | 13:6  | Portugal                     | H | Hong Kong Football Club Stadium, Hongkong        | Cup of Nations 2015             | erstes Test Match gegen Portugal erster Sieg gegen Portugal               |
| 183. | 21.11.2015 | 12:31 | Russland                     | H | Hong Kong Football Club Stadium, Hongkong        | Cup of Nations 2015             |                                                                           |
| 184. | 07.05.2016 | 3:38  | Japan                        | H | Hong Kong Football Club Stadium, Hongkong        | Asia Rugby Championship 2016    |                                                                           |
| 185. | 14.05.2016 | 34:27 | Südkorea                     | A | Namdong-Rugby-Stadion, Incheon                   | Asia Rugby Championship 2016    |                                                                           |
| 186. | 28.05.2016 | 17:59 | Japan                        | A | Prinz-Chichibu-Rugbystadion, Tokio               | Asia Rugby Championship 2016    |                                                                           |
| 187. | 04.06.2016 | 41:15 | Südkorea                     | A | Hong Kong Football Club Stadium, Hongkong        | Asia Rugby Championship 2016    |                                                                           |
| 188. | 27.08.2016 | 10:34 | Kenia                        | A | RFUEA Ground, Nairobi                            | Freundschaftsspiel              |                                                                           |
| 189. | 11.11.2016 | 51:5  | Papua-Neuguinea              | H | Hong Kong Football Club Stadium, Hongkong        | Cup of Nations 2016             |                                                                           |
| 190. | 15.11.2016 | 34:11 | Simbabwe                     | H | Hong Kong Football Club Stadium, Hongkong        | Cup of Nations 2016             |                                                                           |
| 191. | 19.11.2016 | 0:27  | Russland                     | H | Hong Kong Football Club Stadium, Hongkong        | Cup of Nations 2016             |                                                                           |
| 192. | 06.05.2017 | 17:29 | Japan                        | A | Prinz-Chichibu-Rugbystadion, Tokio               | Asia Rugby Championship 2017    |                                                                           |
| 193. | 13.05.2017 | 0:16  | Japan                        | H | Hong Kong Football Club Stadium, Hongkong        | Asia Rugby Championship 2017    |                                                                           |
| 194. | 27.05.2017 | 43:17 | Südkorea                     | A | Namdong-Rugby-Stadion, Incheon                   | Asia Rugby Championship 2017    |                                                                           |
| 195. | 03.06.2017 | 39:3  | Südkorea                     | H | Hong Kong Football Club Stadium, Hongkong        | Asia Rugby Championship 2017    |                                                                           |
| 196. | 20.08.2017 | 19:19 | Kenia                        | A | RFUEA Ground, Nairobi                            | Freundschaftsspiel              |                                                                           |
| 197. | 26.08.2017 | 43:34 | Kenia                        | A | RFUEA Ground, Nairobi                            | Freundschaftsspiel              |                                                                           |
| 198. | 11.11.2017 | 13:16 | Russland                     | H | King’s Park Sports Ground, Hong Kong             | Cup of Nations 2017             |                                                                           |
| 199. | 15.11.2017 | 13:6  | Chile                        | H | King’s Park Sports Ground, Hong Kong             | Cup of Nations 2017             | erstes Test Match gegen Chile erster Sieg gegen Chile                     |
| 200. | 19.11.2017 | 40:30 | Kenia                        | H | Hong Kong Football Club Stadium, Hongkong        | Cup of Nations 2017             |                                                                           |
| 201. | 05.05.2018 | 67:8  | Malaysia                     | A | Nationalstadion Bukit Jalil, Kuala Lumpur        | Asia Rugby Championship 2018    |                                                                           |
| 202. | 12.05.2018 | 30:21 | Südkorea                     | A | Namdong-Rugby-Stadion, Incheon                   | Asia Rugby Championship 2018    |                                                                           |
| 203. | 26.05.2018 | 91:10 | Malaysia                     | H | Hong Kong Football Club Stadium, Hongkong        | Asia Rugby Championship 2018    |                                                                           |
| 204. | 12.06.2018 | 39:5  | Südkorea                     | H | Hong Kong Football Club Stadium, Hongkong        | Asia Rugby Championship 2018    | 1. Asienmeistertitel                                                      |
| 205. | 30.06.2018 | 26:3  | Cookinseln                   | A | Avarua National Stadium, Rarotonga               | WM-Qualifikation                | erstes Test Match gegen die Cookinseln erster Sieg gegen die Cookinseln   |
| 206. | 07.07.2018 | 51:0  | Cookinseln                   | H | Hong Kong Football Club Stadium, Hongkong        | WM-Qualifikation                |                                                                           |
| 207. | 11.11.2018 | 9:26  | Deutschland                  | N | Stade Pierre-Delort, Marseille                   | WM-Qualifikation                |                                                                           |
| 208. | 17.11.2018 | 42:17 | Kenia                        | N | Stade Pierre-Delort, Marseille                   | WM-Qualifikation                |                                                                           |
| 209. | 23.11.2018 | 10:27 | Kanada                       | N | Stade Pierre-Delort, Marseille                   | WM-Qualifikation                |                                                                           |
| 210. | 08.06.2019 | 47:10 | Südkorea                     | A | Namdong-Rugby-Stadion, Incheon                   | Asia Rugby Championship 2019    |                                                                           |
| 211. | 15.06.2019 | 30:24 | Südkorea                     | H | Hong Kong Football Club Stadium, Hongkong        | Asia Rugby Championship 2019    |                                                                           |
| 212. | 22.06.2019 | 71:0  | Malaysia                     | A | Nationalstadion Bukit Jalil, Kuala Lumpur        | Asia Rugby Championship 2019    |                                                                           |
| 213. | 29.06.2019 | 64:3  | Südkorea                     | H | Hong Kong Football Club Stadium, Hongkong        | Asia Rugby Championship 2019    | 2. Asienmeistertitel                                                      |
| 214. | 16.11.2019 | 36:17 | Belgien                      | A | Stade Nelson Mandela, Brüssel                    | Freundschaftsspiel              |                                                                           |
| 215. | 23.11.2019 | 7:29  | Spanien                      | A | Estadio Nacional Universidad Complutense, Madrid | Freundschaftsspiel              | erstes Test Match gegen Spanien                                           |

### 2020–2029
| Nr.  | Datum      | Erg.  | Gegner                       |   | Austragungsort                            | Anlass                          | Bemerkung                                                   |
| ---- | ---------- | ----- | ---------------------------- | - | ----------------------------------------- | ------------------------------- | ----------------------------------------------------------- |
| 216. | 09.07.2022 | 23:21 | Südkorea                     | A | Namdong-Rugby-Stadion, Incheon            | Asia Rugby Championship 2022    | 3. Asienmeistertitel                                        |
| 217. | 23.07.2022 | 22:44 | Tonga                        | N | Sunshine Coast Stadium, Sunshine Coast    | WM-Qualifikation                | erstes Test Match gegen Tonga                               |
| 218. | 06.11.2022 | 14:42 | Portugal                     | N | The Sevens Stadium, Dubai                 | WM-Qualifikation                |                                                             |
| 219. | 09.07.2022 | 7:49  | Vereinigte Staaten           | N | The Sevens Stadium, Dubai                 | WM-Qualifikation                |                                                             |
| 220. | 09.07.2022 | 22:18 | Kenia                        | N | The Sevens Stadium, Dubai                 | WM-Qualifikation                |                                                             |
| 221. | 10.06.2023 | 88:9  | Malaysia                     | H | Hong Kong Football Club Stadium, Hongkong | Asia Rugby Championship 2023    |                                                             |
| 222. | 17.06.2023 | 30:10 | Südkorea                     | H | Hong Kong Football Club Stadium, Hongkong | Asia Rugby Championship 2023    | 4. Asienmeistertitel                                        |
| 223. | 14.11.2023 | 29:16 | Deutschland                  | H | So Kon Po Stadium, Hongkong               | Freundschaftsspiel              | erster Sieg gegen Deutschland                               |
| 224. | 18.11.2023 | 46:10 | Deutschland                  | H | Aberdeen Sports Ground, Hongkong          | Freundschaftsspiel              |                                                             |
| 225. | 01.06.2024 | 52:5  | Vereinigte Arabische Emirate | H | Hong Kong Football Club Stadium, Hongkong | Asia Rugby Championship 2024    |                                                             |
| 226. | 08.06.2024 | 70:6  | Malaysia                     | A | UPM Stadium, Seri Kembangan               | Asia Rugby Championship 2024    |                                                             |
| 227. | 22.06.2024 | 67:7  | Südkorea                     | H | Hong Kong Football Club Stadium, Hongkong | Asia Rugby Championship 2024    | 5. Asienmeistertitel                                        |
| 228. | 06.07.2024 | 17:22 | Chile                        | A | Estadio Fiscal de Talca, Talca            | Mid-year Internationals 2024    |                                                             |
| 229. | 13.07.2024 | 80:12 | Paraguay                     | A | Estadio Héroes de Curupayty, Luque        | Mid-year Internationals 2024    | erstes Test Match gegen Paraguay erster Sieg gegen Paraguay |
| 230. | 20.07.2024 | 26:25 | Brasilien                    | A | Estádio Nicolau Alayon, São Paulo         | Mid-year Internationals 2024    |                                                             |
| 231. | 09.11.2024 | 10:23 | Brasilien                    | H | Hong Kong Football Club Stadium, Hongkong | End-of-year Internationals 2024 |                                                             |
| 232. | 16.11.2024 | 38:17 | Brasilien                    | H | Kai Tak Sports Park, Hongkong             | End-of-year Internationals 2024 |                                                             |
| 233. | 14.06.2025 | 43:10 | Vereinigte Arabische Emirate | A | The Sevens Stadium, Dubai                 | Asia Rugby Championship 2025    |                                                             |
| 234. | 22.06.2025 | 78:7  | Malaysia                     | A | Hong Kong Football Club Stadium, Hongkong | Asia Rugby Championship 2025    |                                                             |
| 235. | 05.07.2025 | 70:22 | Südkorea                     | A | Namdong-Rugby-Stadion, Incheon            | Asia Rugby Championship 2025    | 6. Asienmeistertitel                                        |

## Länderspiele ohne Test-Match-Status
| Nr. | Datum      | Erg.  | Gegner                   |   | Austragungsort                       | Anlass               |
| --- | ---------- | ----- | ------------------------ | - | ------------------------------------ | -------------------- |
| 01. | 23.02.1934 | 3:3   | Australian Universities  | H | Hong Kong Stadium, Hongkong          | Freundschaftsspiel   |
| 02. | 27.02.1934 | 11:5  | Australian Universities  | H | Hong Kong Stadium, Hongkong          | Freundschaftsspiel   |
| 03. | 16.01.1936 | 8:29  | New Zealand Universities | H | Hong Kong Stadium, Hongkong          | Freundschaftsspiel   |
| 04. | 21.02.1936 | 0:26  | New Zealand Universities | H | Hong Kong Stadium, Hongkong          | Freundschaftsspiel   |
| 05. | 08.10.1952 | ?     | Oxford University        | H | Hongkong                             | Freundschaftsspiel   |
| 06. | 24.03.1958 | 0:47  | Neuseeland U23           | H | Hong Kong Stadium, Hongkong          | Freundschaftsspiel   |
| 07. | 25.02.1970 | 0:20  | New Zealand Universities | H | Hong Kong Stadium, Hongkong          | Freundschaftsspiel   |
| 08. | 30.09.1971 | 0:26  | England XV               | H | Hong Kong Stadium, Hongkong          | Tour Match           |
| 09. | 14.04.1974 | 6:20  | Japan XV                 | A | ?                                    | Freundschaftsspiel   |
| 10. | 10.09.1975 | 3:57  | Wales XV                 | H | Hong Kong Stadium, Hongkong          | Tour Match           |
| 11. | 07.09.1977 | 6:42  | Schottland XV            | H | Hong Kong Stadium, Hongkong          | Tour Match           |
| 12. | 09.09.1978 | 6:26  | Frankreich XV            | H | Hong Kong Stadium, Hongkong          | Tour Match           |
| 13. | 07.04.1979 | 23:17 | Japan A                  | H | Hong Kong Stadium, Hongkong          | Tour Match           |
| 14. | 12.03.1980 | 6:9   | New Zealand Universities | H | Hong Kong Stadium, Hongkong          | Freundschaftsspiel   |
| 15. | 03.09.1991 | 6:32  | Japan A                  | A | ?                                    | Freundschaftsspiel   |
| 16. | 11.10.2003 | 5:90  | Japan A                  | A | Honjō-Leichtathletikstadion, Fukuoka | Asian Series 2003/04 |
| 17. | 27.04.2024 | 0:65  | Brumbies                 | A | Canberra Stadium, Canberra           | Freundschaftsspiel   |

## Statistik
(Stand: 10. August 2025)

### Gegner bei Test Matches
| Land                         | Spiele | Gewonnen | Unent- schieden | Verloren | % Siege |
| ---------------------------- | ------ | -------- | --------------- | -------- | ------- |
| Arabien                      | 4      | 0        | 2               | 6        | 66,67   |
| Belgien                      | 4      | 3        | 0               | 1        | 75,00   |
| Brasilien                    | 4      | 3        | 0               | 1        | 75,00   |
| Chile                        | 2      | 1        | 0               | 1        | 50,00   |
| Cookinseln                   | 2      | 2        | 0               | 6        | 100,00  |
| Deutschland                  | 5      | 2        | 0               | 3        | 40,00   |
| Fidschi                      | 3      | 0        | 0               | 3        | 0,00    |
| Japan                        | 36     | 4        | 1               | 31       | 11,11   |
| Kanada                       | 7      | 1        | 0               | 6        | 14,29   |
| Kasachstan                   | 5      | 4        | 0               | 1        | 80,00   |
| Kenia                        | 7      | 5        | 1               | 1        | 71,43   |
| Malaysia                     | 14     | 14       | 0               | 0        | 100,00  |
| Namibia                      | 1      | 0        | 0               | 1        | 0,00    |
| Niederlande                  | 1      | 0        | 0               | 1        | 0,00    |
| Norwegen                     | 1      | 1        | 0               | 0        | 100,00  |
| Papua-Neuguinea              | 3      | 3        | 0               | 0        | 100,00  |
| Paraguay                     | 1      | 0        | 0               | 1        | 0,00    |
| Philippinen                  | 4      | 4        | 0               | 0        | 100,00  |
| Portugal                     | 2      | 1        | 0               | 1        | 50,00   |
| Russland                     | 5      | 0        | 0               | 5        | 0,00    |
| Simbabwe                     | 3      | 3        | 0               | 0        | 100,00  |
| Singapur                     | 13     | 11       | 0               | 2        | 84,62   |
| Spanien                      | 1      | 0        | 0               | 1        | 0,00    |
| Sri Lanka                    | 8      | 8        | 0               | 0        | 100,00  |
| Südkorea                     | 40     | 26       | 0               | 14       | 65,00   |
| Taiwan                       | 21     | 12       | 1               | 8        | 57,14   |
| Thailand                     | 11     | 8        | 0               | 3        | 72,72   |
| Tonga                        | 1      | 0        | 0               | 1        | 0,00    |
| Tunesien                     | 2      | 1        | 0               | 1        | 50,00   |
| Tschechien                   | 1      | 0        | 0               | 1        | 0,00    |
| Uruguay                      | 1      | 0        | 0               | 1        | 0,00    |
| Vereinigte Arabische Emirate | 7      | 7        | 0               | 0        | 100,00  |
| Vereinigte Staaten           | 8      | 4        | 0               | 4        | 50,00   |
| VR China                     | 5      | 3        | 1               | 1        | 60,00   |
| Gesamt                       | 235    | 136      | 4               | 95       | 57,87   |

### Bilanz der Test Matches
|         | Spiele | Siege | Unent- schieden | Nieder- lagen |
| ------- | ------ | ----- | --------------- | ------------- |
| Heim    | 100    | 70    | 1               | 29            |
| Neutral | 47     | 24    | 0               | 23            |
| Gast    | 88     | 42    | 3               | 43            |
| Gesamt  | 235    | 136   | 4               | 95            |

### Spielstädte
Alle Heimspiele fanden in verschiedenen Stadien in Hongkong statt.